# Port lotniczy Ba-an
Port lotniczy Ba-an (IATA: PAA, ICAO: VYPA) – port lotniczy położony w Ba-an, w stanie Karen, w Mjanmie.